# Eugenio Henke
Eugenio Henke (Genova, 15 novembre 1909 – Roma, 4 febbraio 1990) è stato un ammiraglio italiano, già distintosi nel corso della seconda guerra mondiale come comandante di torpediniera impegnata nella scorta ai convogli. Dopo la fine del conflitto ricoprì gli incarichi di direttore del Servizio Informazioni Difesa (SID) (luglio 1966-ottobre 1970) e successivamente di Capo di stato maggiore della Difesa (1 agosto 1972-31 gennaio 1975). Decorato di due Medaglie d'argento, cinque di bronzo e con una Croce di guerra al valor militare.

## Biografia

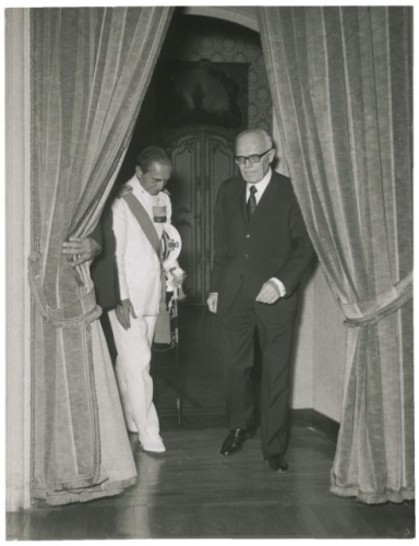
L'ammiraglio Eugenio Henke ricevuto nel 1972 dal Presidente della Camera Sandro Pertini

Henke nacque a Genova il 15 novembre 1909, figlio di Edoardo e Amalia Giordano. Iniziò la propria carriera nella Regia Marina, iscrivendosi nei corsi ordinari della Regia Accademia Navale di Livorno e divenendo guardiamarina il 1º luglio 1931.
Allo scoppio della seconda guerra mondiale, con il grado di tenente di vascello, era comandante in 2ª del cacciatorpediniere Vincenzo Gioberti, e vi rimase imbarcato sino all'ottobre 1941. Questo periodo d'imbarco gli fruttò due Medaglie di bronzo al valor militare per aver partecipato ad oltre 40 missioni di guerra e a 16 missioni di scorta convogli. Fra le 40 missioni a cui partecipò, sono da ricordare la battaglia di Punta Stilo, quella di Capo Teulada e quella di Capo Matapan in cui il Gioberti, quarta unità della sfortunata linea di fila dell'ammiraglio Cattaneo, riuscì fortunosamente a salvarsi dal fuoco delle corazzate della Mediterranean Fleet.
Prestò servizio come comandante della torpediniera di scorta Orsa, sulla quale lo raggiunse la promozione a capitano di corvetta il 10 marzo 1942. All'armistizio dell'8 settembre 1943 si trovava a La Spezia al comando della VAS 235. Verso metà mattinata del 9 settembre la crescente presenza di truppe tedesche a La Spezia lo indusse a lasciare il porto con la VAS 234, comandata del contrammiraglio Federico Martinengo. Quando le due unità italiane giunsero all'altezza dell'isola di Gorgona furono intercettate da due dragamine tedeschi, le unità R212 e R215, salpate da Livorno per intercettare le unità italiane.
Dopo il rifiuto di queste ultime a fermarsi le unità tedesche aprirono il fuoco, e nel furioso combattimento che ne seguì fu colpita soprattutto la VAS 234, sulla quale cadde, mentre era al timone dell'unità, il contrammiraglio Martinengo. Riparate a Cala Scirocco le due VAS, mentre anche i dragamine tedeschi rientravano a Livorno con gravi danni e numerosi morti e feriti a bordo, ebbero destini diversi. La VAS 234 esplose dopo che il suo equipaggio era riuscito ad allontanarsi, mentre la VAS 235, riparati sommariamente i danni, raggiunse Porto Torres il 23 settembre. La salma del contrammiraglio fu recuperata dal relitto della nave il 14 settembre e tumulata con gli onori militari nel cimitero della Gorgona.
Successivamente divenne comandante del cacciasommergibili Sant'Alfonso, e il 1º novembre 1943 venne destinato al comando superiore siluranti come capo del servizio addestramento.
Finita la guerra rimase in carica come capo del servizio addestramento sino al 1947, anno in cui divenne sottocapo di Stato maggiore della Marina Militare e l'anno successivo, il 1º gennaio, venne nominato capitano di fregata.
Dopo alcuni anni di attività ordinaria, l'11 dicembre 1951 venne nominato comandante della 1ª Squadriglia corvette della scuola del comando navale di Roma per poi passare dal 1953 al servizio diretto del Ministero della difesa come capo del primo ufficio di gabinetto. Nel 1954 venne promosso al grado di capitano di vascello, giungendo al grado di vice capo. Nella sua carriera divenne poi capo dell'ufficio del segretariato generale della Marina Militare e contemporaneamente detenne l'incarico di comandante della marina di Roma e, in virtù del suo operato lodevole, il 31 dicembre 1960 venne nominato contrammiraglio. Il 31 dicembre 1964 venne nominato ammiraglio di divisione reggendo il comando della 4ª Divisione navale italiana.
Fu il primo direttore (dopo la riforma dei servizi d'intelligence del 1965 che soppressero il SIFAR allora diretto dal generale Giovanni Allavena) del SID (Servizio informazioni difesa) tra il luglio 1966 e l'ottobre 1970, anni in cui ebbe inizio la strategia della tensione in Italia, venendo promosso ammiraglio di squadra il 1º gennaio 1968. Ma vi fu anche la strage di piazza Fontana (1969), che coinvolse elementi dei servizi segreti deviati. In una delle cellule antispionaggio da lui create fu arruolato Guido Giannettini, l'agente zeta coinvolto nell'inchiesta sulla strage per aver frequentato sia Franco Freda che Giovanni Ventura. Egli negò sempre di aver condotto indagini sulla strage di piazza Fontana, ma il Ministero dell'interno nel 1970 disse che era stato il SID a segnalare Yves Guérin-Sérac come mandante dell'attentato. Nell'ottobre 1970 lasciò l'incarico al SID, sostituito dal generale Vito Miceli.
Successivamente fu Comandante del Mediterraneo Centrale della Nato e Vice Presidente della Sezione Marina del Consiglio Superiore delle Forze Armate Dal 1970 al luglio 1972 ha ricoperto la carica di comandante in capo della Squadra Navale.
Il 1º agosto 1972 fu nominato dal Consiglio dei ministri nuovo capo di stato maggiore della Difesa, sostituendo il generale Enzo Marchesi, incarico che resse fino al 31 gennaio 1975. Era la prima volta che in Italia un ammiraglio ricopriva tale incarico, retto sino ad allora solamente da ufficiali generali dell'Esercito. Fu chiamato dalla magistratura a testimoniare su diverse inchieste, come il golpe Borghese, sullo scandalo petroli, in cui era coinvolto il comandante della Guardia di Finanza, Raffaele Giudice e sull'inchiesta relativa all'omicidio del giornalista Mino Pecorelli. Nell'aprile 1989 fu processato per aver contribuito a nascondere la verità sull'aereo dei servizi segreti precipitato a Marghera, nell'autunno del 1973, in quanto si sarebbe trattato non di un incidente, ma di un atto di sabotaggio compiuto dal Mossad israeliano come ritorsione per il rilascio di alcuni terroristi arabi. Morì a Roma, all'ospedale militare del Celio, il 4 febbraio 1990.

### Annotazioni
1. ↑  In quella occasione smentì categoricamente di avere mai concesso finanziamenti al settimanale Op.

### Fonti
1. 1 2 3 4 5 6 7 8 9  Difesa.
2. 1 2  Guarino, Raugei 2016, p. 97.
3. ↑  De Lutiis 2010, p. 614.
4. 1 2 3  Il Messaggero.
5. 1 2 3 4  La Repubblica.
6. ↑  La Stampa - Consultazione Archivio
7. ↑  Sito web del Quirinale: dettaglio decorato.